# Станілієне Дануте Юргівна
Дануте Станілієне, у шлюбі — Маркаускене (лит. Danutė Stanelienė, Markauskienė; 20 квітня 1922 — 8 серпня 1994) — литовська радянська військовичка, в роки Другої світової війни — кулеметниця-навідниця станкового кулемета 167-го стрілецького полку 16-ї Литовської стрілецької дивізії, сержант.
Одна з чотирьох жінок — повних кавалерів ордена Слави.

## Життєпис
Народилася в селі Пелуцмургай, нині — Калварійське самоврядування Маріямпольського повіту Литви. Литовка. Здобула 4-річну освіту. З початком німецько-радянської війни була евакуйована до Ярославської області, працювала в колгоспі.
До лав РСЧА призвана Сталінським РВК м. Горького у 1942 році. Закінчила курси кулеметників. В діючій армії — з грудня 1942 року. Воювала на Центральному та 1-му Прибалтійському фронтах. Член ВКП(б) з 1944 року.
Кулеметник 3-ї кулеметної роти 167-го стрілецького полку 16-ї Литовської стрілецької дивізії червоноармієць Дануте Станілієне у боях поблизу села Родниє Городоцького району Вітебської області (Білорусь) в період з 24 листопада по 21 грудня 1943 року виявила зразки хоробрості і винахідливості. 16 грудня, коли командир відділення був поранений, вона не розгубилась, перебрала командування кулеметною обслугою на себе. 20 грудня, під час наступу стрілецьких підрозділів, коли майже всі номери обслуги кулемета вибули зі строю, вона взяла кулемет в руки і підтримувала наступаючу піхоту, вибираючи зручні позиції для ведення вогню. Того ж дня добровільно зголосилась доправити терміновий наказ через ділянку, яка щільно обстрілювалась мінометно-артилерійським вогнем супротивника, й успішно виконала завдання.
Навідник станкового кулемета сержант Дануте Станілієне в боях за села Узниця і Лютівка Полоцького району Вітебської області (Білорусь) з 1 по 10 липня 1944 року виявила мужність і відвагу як під час наступу, так і під час відбиття контратак супротивника. 2 липня кулеметна обслуга, до складу якої вона входила, була придана штурмовій групі. Разом з піхотою кулеметники енергійно рухались вперед, закріпились на захоплених позиціях і влучним вогнем з кулемета відбили 13 контратак супротивника, знищивши до 40 солдатів і офіцерів ворога.
Переслідуючи супротивника у складі передового загону, навідник кулемета сержант Дануте Станілієне виявила себе хоробрим і рішучим бійцем. 8 жовтня 1944 року в бою біля містечка Вайнути Тауразького повіту (Литва), коли стрілецька рота втратила зв'язок з командуванням, вона добровільно зголосилась доставити терміновий наказ в роту. По дорозі була обстріляна ворожим снайпером, але виявила його і знищила вогнем з автомата. У цих же боях, супроводжуючи двох офіцерів на позиції, знищила ворожого автоматника, що намагався вбити офіцерів. Коли передовий загін перерізав шосейну магістраль Клайпеда — Тільзит, група радянських бійців, у складі якої була й Д. Станілієне, зіткнулась з групою німців у складі 20 осіб. У короткій сутичці сержант Станелієне знищила трьох і полонила одного ворожого солдата.
У 1945 році демобілізована. Мешкала у Вільнюсі. Обиралась депутатом Верховної Ради СРСР 2-го (1946—1950) та 3-го (1950—1954) скликань. Працювала референтом у Раді міністрів Литовської РСР, у Президії Верховної Ради Литовської РСР, згодом — штампувальницею на заводі пластмасових виробів.
Похована на цвинтарі Судервес у Вільнюсі.

## Нагороди
Нагороджена орденами Жовтневої революції, Вітчизняної війни 1-го ступеня (11.03.1985), Трудового Червоного Прапора, Слави 1-го (24.03.1945), 2-го (26.08.1944) та 3-го (03.01.1944) ступенів і медалями.